# جیمز هلند (بازیکن فوتبال)
جیمز هلند (انگلیسی: James Holland؛ زاده ۱۵ مهٔ ۱۹۸۹) یک بازیکن فوتبال اهل استرالیا است.